# Линьяриш, Жозе
Жозе́ Линья́риш (порт. José Linhares; 28 января 1886, Гуарамиранга, Сеара, Бразилия — 26 января 1957, Кашамбу, Минас-Жерайс, Бразилия) — бразильский государственный деятель, юрист. Временно исполнял обязанности президента Бразилии с 29 октября 1945 по 31 января 1946 года.

## Юридическая карьера
Окончил Юридический факультет Сан-Паулу в 1908 году, после чего начал юридическую практику в качестве судьи. Неуклонно продвигаясь по карьерной лестнице, в декабре 1937 года Линьяриш вошёл в состав Верховного суда Бразилии. Уже в 1940 году он стал заместителем председателя Верховного суда, а 26 мая 1945 года возглавил Верховный суд.

## Приход к власти
29 октября 1945 года в Бразилии произошёл государственный переворот: силовые министры правительства Жетулиу Варгаса, Педру Монтейру и Эурику Гаспар Дутра, свергли его с поста президента и заключили под домашний арест. На 2 декабря в стране были назначены президентские выборы, до исхода которых обязанности президента как председатель Верховного суда стал временно исполнять Жозе Линьяриш.
На посту президента первым делом сместил главных сторонников Варгаса с должностей «интервентеров» штатов, мэров и начальников полиции крупных городов. Для подсчёта голосов на предстоящих выборах он отобрал судей из муниципалитетов вместо официальных правительственных чиновников.
Выборы президента состоялись в назначенный срок, став на тот момент одними из самых честных за всю историю Бразилии. Победу на них одержал маршал Дутра. 31 января 1946 года Линьяриш передал власть избранному президенту.

## Дальнейшая карьера
Продолжал возглавлять Верховный суд до 1949 года, в 1951 году был вновь избран председателем. В 1956 году он вышел в отставку и умер через год. Похоронен на кладбище Святого Иоанна Крестителя в Рио-де-Жанейро.